# 個人用暗視装置 JGVS-V8

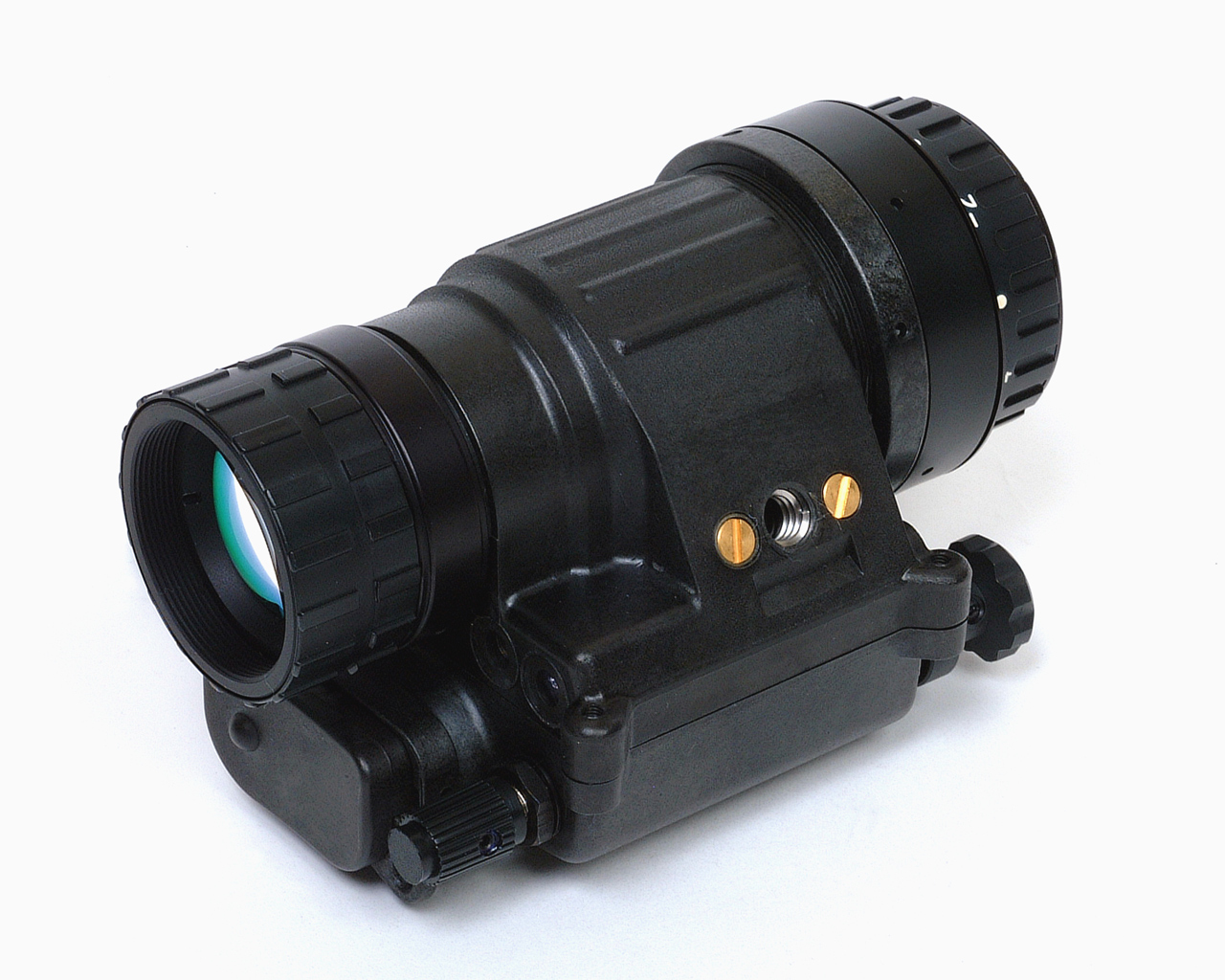
個人用暗視装置 JGVS-V8

個人用暗視装置 JGVS-V8（こじんようあんしそうち ジェイジーブイエス・ブイエイト）は、陸上自衛隊で採用されている暗視装置。
アメリカ軍でも採用されているITT社製のAN/PVS-14を日本電気（NEC）がライセンス生産したものである。

## 仕様
前任のJGVS-V3と同様の可視光増幅方式だが、光電子増倍管をヒ化ガリウム（GaAS）素子とした第3世代型とされている。これによって、有効視認距離は前世代型と比して25％程度増大している。
JGVS-V8は旧来の暗視装置と違い単眼式（モノキュラー）で、88式鉄帽に装着したり、手で直接持って左右どちらかの目で使用する。重量は約400グラムで、88式鉄帽に装着している場合、前方の重量が増加して安定性が低下するため、3点式あご紐と後部にバラスト入れが付いた鉄帽覆いが支給されている。また、使用しないときには装置を上に跳ね上げておいたり、ヘルメットに基台やアタッチメントだけ残して簡単に取り外すことが出来る。なお、これを装着した状態では89式5.56mm小銃の照準器が使用できなくなるため、銃身部に、不可視のIRレーザー（肉眼では視認不可能だが暗視装置では視認可能）を照射可能な夜間照準具JVS-V1を装着することで照準を行う。倍率は最大4倍までの可変式。
単眼式で遠近感がつかめないため車両などの操縦は難しく、もっぱら監視任務や市街地戦闘で使用される。現在でも車両の運転手はJGVS-V3、ヘリのパイロットはJAVN-V6をそれぞれ使用している。

## 構成
- 暗視装置本体
- ヘッドセット
- 鉄帽用アタッチメント
- 鉄帽用バラスト
- 3点式あご紐
- V8用鉄帽覆い（これは戦闘装着セット扱いとなっている）
- 工具
- 予備電池
- 収納袋

## 調達
1セットあたりの価格は約70万円、個人装備としては高価だが、2000年代初頭の調達開始以降、毎年数千セットの調達が行われており、普通科、機甲科（偵察部隊）、施設科などの戦闘部隊に配備が進められている。19年度予算からは改良されたJGVS-V8-Bに生産が移行している。
| 調達年度             | 数量         |
| -------------------- | ------------ |
| 平成15年度（2003年） | 2,817セット  |
| 平成16年度（2004年） | 3,515セット  |
| 平成17年度（2005年） | 1,243セット  |
| 平成18年度（2006年） | 4,100セット  |
| 合計                 | 11,675セット |

| 調達年度             | 数量               |
| -------------------- | ------------------ |
| 平成19年度（2007年） | 2,796セット        |
| 平成20年度（2008年） | 1,022セット        |
| 平成21年度（2009年） | 2,646セット        |
| 平成22年度（2010年） | 1,172セット        |
| 平成23年度（2011年） | 1,740セット        |
| 平成24年度（2012年） | 360セット          |
| 平成25年度（2013年） | 1,517セット        |
| 平成26年度（2014年） | 調達情報に記載なし |
| 合計                 | 11,253セット       |

## 登場作品

### 映画
『ミッドナイト・イーグル』
日本アルプスに出動した陸上自衛隊習志野空挺部隊・松本山岳レンジャーの混成部隊が使用するほか、偶然事件に巻き込まれた主人公たちも自衛隊から借りて使用する。

### 小説
『ゲート 自衛隊 彼の地にて、斯く戦えり』
自衛隊が特地に持ち込んだ装備の一つとして登場。イタリカ戦直前に伊丹二尉が鉄帽に取り付けようとするが、うまく付けられなかったため神官ロウリィに手伝ってもらう事になる。